# Pauselijke Commissie voor de Staat Vaticaanstad
De Pauselijke Commissie voor de Staat Vaticaanstad is het wetgevend orgaan van de staat Vaticaanstad.
De Commissie bestaat uit leden die voor de duur van vijf jaar worden benoemd. De wetten en regelingen die door de Commissie worden ontworpen moeten via het staatssecretariaat van de Heilige Stoel worden voorgelegd aan de paus en krijgen pas rechtsgeldigheid nadat deze ze heeft goedgekeurd, en ze heeft laten publiceren in de Acta Apostolicae Sedis.
| President van de commissie | President van de commissie  |
| -------------------------- | --------------------------- |
| 1939 - 1961                | Nicola Canali               |
| 1961 - 1969                | Amleto Giovanni Cicognani   |
| 1969 - 1979                | Jean-Marie Villot           |
| 1979 - 1984                | Agostino Casaroli           |
| 1984 - 1990                | Sebastiano Baggio           |
| 1990 - 1997                | Rosalio José Castillo Lara  |
| 1997 - 2006                | Edmund Casimir Szoka        |
| 2006 - 2011                | Giovanni Lajolo             |
| 2011 - 2021                | Giuseppe Bertello           |
| 2021 - 2025                | Fernando Vérgez Alzaga L.C. |
| 2025 - heden               | Raffaella Petrini F.S.E.    |